# دهه ۹۵۰ (پیش از میلاد)
دهه ۹۵۰ (پیش از میلاد) ۹۵مین دهه قبل از مبدا شروع تقویم میلادی است.